# Enjuto Mojamuto
Enjuto Mojamuto es un personaje de animación obra del dibujante, actor y cómico español Joaquín Reyes, surgido de la serie de televisión Muchachada Nui. El personaje protagoniza un sketch que no supera el minuto y medio y en la que aparece sentado delante de su ordenador.
Enjuto viste una camiseta con el logotipo del equipo de béisbol japonés Orix Buffaloes, y dialoga con el narrador en una habitación que es bastante pequeña y en la que hay una cama individual, unas zapatillas deportivas, un póster de Michael Jackson junto a E.T. (la imagen de portada del audiolibro en el que el cantante narró las aventuras de esta criatura, repopularizada en un meme que hacía un chiste gráfico en referencia a Alien vs Predator), un escritorio pequeño con un ordenador de pantalla plana y una silla. El entorno no cambia, excepto en el episodio nueve, de nombre La Webcam, de la 1ª temporada.

## Historia
Fue creado por Joaquín Reyes en el año 2004, al comienzo de la serie Muchachada nui. Este espacio ha estado en la mayoría de los episodios, siendo sustituido en algunos de ellos por La cinta VHS.
Desde el 8 de junio de 2010 una nueva página publicaba cada martes y jueves un episodio de Las nuevas e inesperadas aventuras de Enjuto Mojamuto, donde Enjuto comparte protagonismo con dos amigos, Bocachoti (que está enamorada de él) y Hincli Mincli. 
Sin embargo, en junio de 2012 se retiró la página.
Desde el 26 de septiembre de 2013 se pueden ver nuevos episodios de Enjuto Mojamuto dentro del programa Torres y Reyes, emitido por La 2 de Televisión Española y presentado por Mara Torres y Joaquín Reyes.

Desde el 8 de abril de 2019 el personaje animado Enjuto Mojamuto, que fue bandera de toda una generación de orgullosos frikis que repetían las gracias y las muletillas de la serie de humor Muchachada nui, da el salto a los juegos de azar.
El equipo de Paf Game Studio, en colaboración con Joaquín Reyes han diseñando la primera en línea tragamonedas Enjuto Mojamuto en exclusiva para el mercado español.